# Animal diürn

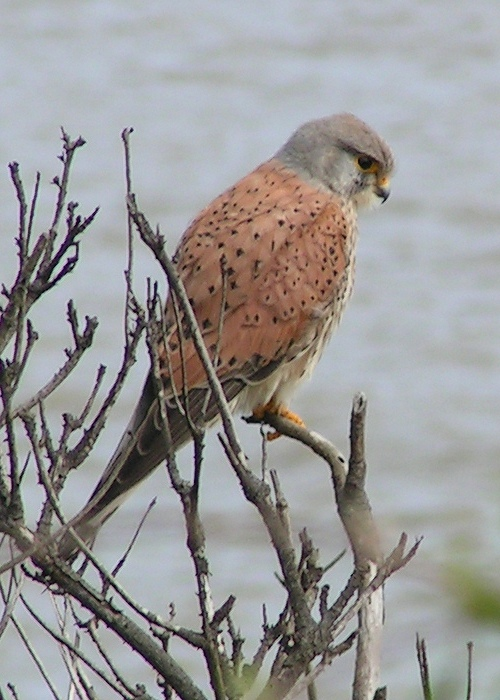
Típic animal diürn, el xoriguer comú

Un animal diürn és aquell que es caracteritza per fer la seva activitat durant el dia i dormir a la nit. Els animals no diürns poden ser nocturns (actius durant la nit) o crepusculars (actius principalment durant el crepuscle, és a dir, al vespre i a l'alba). Hi ha moltes espècies animals diürnes, dins de gairebé tots els grans grups, com ara els mamífers, insectes, rèptils i ocells. El patró diürn és sovint controlat internament pel ritme circadiari de l'animal (ritme intern o endogen). En alguns animals, especialment els insectes, l'activitat és controlada per patrons de l'entorn, externs a l'individu (ritme exogen o extern)
Alguns animals d'hàbits principalment nocturns o crepusculars, han estat domesticats i convertits en mascotes i s'han convertit en animals diürns per coincidir amb el cicle vital dels humans. Altres animals han estat forçats a abandonar el seu cicle natural i substituir-lo per altre, per tal d'evitar els depredadors, així els castors han esdevingut criatures nocturnes arran la persecució pels caçadors humans.